# Trieces agilis
Trieces agilis là một loài tò vò trong họ Ichneumonidae.